# Щурув (Мазовецьке воєводство)
Щурув (пол. Szczurów) — село в Польщі, у гміні Коритниця Венґровського повіту Мазовецького воєводства.
Населення — 70 осіб (2011).
У 1975-1998 роках село належало до Седлецького воєводства.

## Демографія
Демографічна структура станом на 31 березня 2011 року:
|          | Загалом | Допрацездатний вік | Працездатний вік | Постпрацездатний вік |
| -------- | ------- | ------------------ | ---------------- | -------------------- |
| Чоловіки | 36      | 3                  | 25               | 8                    |
| Жінки    | 34      | 5                  | 20               | 9                    |
| Разом    | 70      | 8                  | 45               | 17                   |